# Одного разу в Ростові
«Одного разу в Ростові» (рос. «Одна́жды в Росто́ве») — російський художній телевізійний серіал 2012 року режисера Костянтина Худякова.
В основі сюжету — реальна історія про банду, яка орудувала в Ростовській області в 60-ті роки минулого століття і події в Новочеркаську в 1962 році.

## Сюжет
СРСР, 2 червня 1962 року. Після зниження адміністрацією Новочеркаського електровозобудівного заводу імені Будьонного (НЕВЗ) оплати праці робітників і підвищення в країні з 1 червня 1962 року роздрібних цін на м'ясо-молочні продукти жителі Новочеркаська на знак протесту вийшли на мирну демонстрацію. Обласне керівництво звернулося за допомогою до армії, яка отримала наказ відкрити вогонь. Незважаючи на відмову генерал-лейтенанта Матвія Шапошникова виконувати наказ вищого керівництва, відбувся розстріл беззбройних, загинули також діти. Владі вдається приховати інформацію про протест та розстріл через обмеження в'їзду до міста, підписки про нерозголошення та арешти. У їх числі виявляється батько студентки Ростовського медичного інституту Ніни Полєтаєвої, майстер заводу Петро Полєтаєв.
На мітинг випадково потрапив молодий художник і конструктор з Ростова В'ячеслав Толстопятов, який приїхав до Ніни Полєтаєвої. Побачене перевернуло його уявлення про життя... Толстопятов пробує виготовляти антирадянські листівки, але згодом разом зі старшим братом, кіномеханіком Володимиром, його дружиною Тамарою і другом Олександром організовує бандитське угрупування. Вони грабують державні ощадкаси, підприємства, магазини, приховуючи свої обличчя під щільними капроновими панчохами. За незвичайний вид злочинці отримують в народі прізвисько - «фантомаси» (за аналогією з відомим французьким антигероєм Фантомасом).
На мітингу також присутні як оперативні робітники капітан карного розшуку Павло Карпухін і майор КДБ Сергій Колесников. Згодом У Колесникова виникає симпатія до Ніни...

## У ролях
- Володимир Вдовиченков
- Кирило Плетньов
- Катерина Олькіна
- Сергій Жигунов
- Олена Бабенко
- Богдан Ступка
- Віктор Раков
- Катерина Вуличенко
- Володимир Юматов
- Олексій Бардуков
- Костянтин Лавроненко
- Юрій Бєляєв
- Михайло Євланов
- Віталій Хаєв
- Катерина Климова
- Євген Князєв
- Катерина Нікітіна
- Дмитро Муляр
- Олександр Сирин
- Анна Каменкова
- Андрій Ільїн
- Катерина Вілкова
- Сергій Шеховцов
- Сергій Тарамаев
- Олексій Воробйов
- Анна Міклош
- Сергій Петров
- Алла Мещерякова
- Наталія Заякіна
- Ксенія Лаврова-Глінка
- Денис Васильєв
- Катерина Юдіна
- Володимир Сичов
- Володимир Тимофєєв — Григорій Тимофєєв, водій інкасаторської автівки
- Іван Суханов
- Сергій Сосновський
- Петро Ступін
- Юлія Рутберг
- Сергій Лосєв
- Карен Бадалов
- Валерій Ненашев
- Геннадій Храпунков
- Микола Токарєв

## Творча група
- Сценарій: Олена Райська
- Режисер: Костянтин Худяков
- Оператор: Дільшат Фатхулін
- Композитор: Олексій Шелигін